# Fågeluppfödning

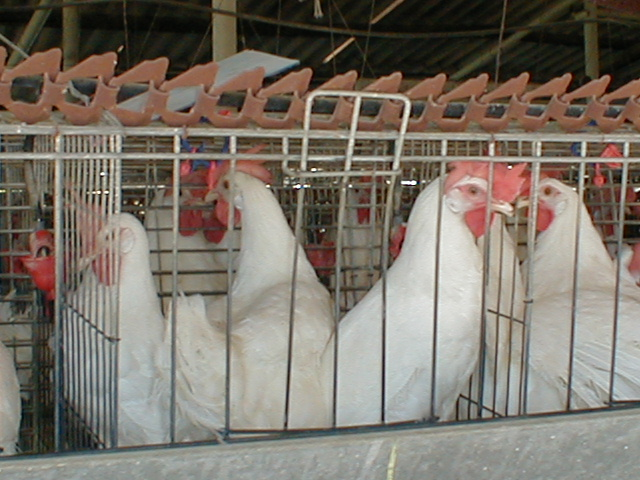
Burhöns i Israel.

Fågeluppfödning är uppfödning av tamfågel, som höns, kalkon, anka, struts eller gås i syftet att utvinna ägg, kött eller fjädrar, där den vanligaste fågeln att föda upp är höns. Uppfödning av pärlhöns och duvor förekommer också.

## Köttproduktion
Fåglar föds inom köttindustrin upp för att producera kött. På grund skillnad mellan fågelarterna finns begränsningar för i vilka klimat de kan produceras samt varierar ytan de kräver för att kunna födas upp. Deras kött skiljer sig även åt, både gällande näringsinnehåll och utseende och smak.

### Höns
En av de vanligaste fåglarna att föda upp för dess kött är höns, där mer än 50 miljarder höns föds upp varje år för deras kött. Höns som föds upp för deras kött kallas broilers och lever ofta väldigt korta liv, det kan handla om 45 dagar innan de slaktas.

### Kalkon
Varje år föds miljontals kalkoner upp för deras kött, där Amerika är en av de största marknaderna. De producerade 246 miljoner kalkoner år 2009, varav ungefär 45 miljoner av dem såldes under thanksgiving.

### Struts
Strutsuppfödning sker idag i över 100 länder världen över. De föds upp i såväl kalla klimat som Alaska och Sverige, som varma klimat som Brasilien och Indonesien. 

### Pärlhöns
I många länder föder man även upp pärlhöns, vanligen som en sidouppfödning jämte annat jordbruk eller djuruppfödning. Köttet från pärlhöns anses i många länder som en delikatess. Inte minst i Italien finns en betydande uppfödning av pärlhöns. I USA slaktas fåglarna vanligen vid 10-12 veckor, medan man i Storbritannien slaktar dem mellan 16-18 veckor.

### Duvor
Uppfödningen av duvor sker dels för att träna brevduvor, men även för köttet från duvungar. Uppfödning av duvor för köttets skull är ovanlig i många länder med fågeluppfödning, men köttet marknadsförs samtidigt ofta som gourmetkött.

## Äggproduktion

### Höns
Uppfödning av höns i syftet att utvinna ägg förekommer världen över och levnadskraven för hönsen regleras oftast av ländernas lagar, där levnadsarea, föda och tillgång till solljus eller tid utomhus kan ingå som parametrar.

## Konsekvenser

### Miljö
I takt med att befolkningen i världen ökar, har även fågeluppfödningen expanderat, särskilt sedan 1990-talet. Som ett resultat av expansionen har ett antal miljörelaterade konsekvenser uppmärksammats. Ohållbara metoder inom fågeluppfödningen har visats leda till hög resursförbrukning, vattenföroreningar, utsläpp av ammoniak och antibiotikaresistens.

### Etiska överväganden
Expansionen av fågeluppfödningen sedan 1990-talet har även satt fåglarnas levnadsförhållanden i fokus, där ett antal etiska frågor kopplat till djurvälfärden har belysts. Det rör inte minst metoder där ett stort antal fågelindivider samlas på begränsade ytor, vilket leder till trängsel och medföljande problem.